# 이원복 (만화가)
이원복(李元馥, 1946년 10월 3일 ~ )은 대한민국의 만화가, 삽화가, 대학 교수 출신의 대학 총장이었다. 본관은 한산(韓山)이다. 덕성여자대학교 시각디자인학과 석좌교수 등을 역임했고, 2015년 3월 동 총장으로 취임하였다. 2018년 8월 이후 현재는 덕성여대 총장 직을 사임한 상태이기도 하다.

## 생애

### 생애 초기
1946년 3남 4녀 중 막내로 충청남도 대전에서 출생하였으며 지난날 한때 충청남도 서천에서 잠시 유아기를 보낸 적이 있다. 한국 전쟁으로 인해 집안이 가난해져 1955년 가족이 전부 서울로 올라왔다. 열 살 때 어머니가, 스무 살 때 아버지가 돌아가셨다.
1962년 경기고 1학년부터 아버지 친구인 조풍연 당시 소년한국일보 주간의 권유로 어린이신문 만화를 그리기 시작했다. 미군부대에서 돌아다니던 만화를 베껴 그리다가 스스로 창작한 만화도 연재했다. 서울 경기고를 졸업하고 서울대에 불합격하여 1965년 재수했다.(당시는 고등학교 동기 480명 중 360명이 서울대에 합격하던 시절이었으니 좀 이례적이다.) 재수 기간 중 연재는 쉬었으나 소설책과 외국 영화를 즐겨 보았다.

### 대학생 시절
1966년 재수끝에 서울대학교 건축학과에 합격, 입학했으나 수업을 거의 듣지 않고 주로 만화를 그리거나 만화 원고료로 친구들과 명동에서 술을 마셨다. 1966년부터 1972년까지 6년간 재학했다. 결국 수석으로 졸업했다.

### 독일 유학
먼저 서독(독일)에서 유학 중이던 형의 도움으로 이원복 역시 1975년 독일 뮌스터대학 디자인학부 학사 과정으로 유학을 갔다. 한국인들과 지내기보다 오히려 술집에서 아무리 독일인들과 집중적으로 대화하며 지내도 1-2년이 걸려야 통과하는 어학 코스를 순전히도 불과 6개월 만에 통과했다.
무종교자이기도 하지만 특정 종교 기관에서 준 장학금 수령과 아울러 소년한국일보 연재, 일러스트 아르바이트 등을 각종 병행하여 충분한 돈을 모았고 낡은 차를 여러 차례 사 가며 여행도 많이 했다. 이 시기에 《먼나라 이웃나라》를 구상하였고, 81년부터 소년한국일보에 《먼나라 이웃나라》 유럽편을 연재하기 시작했다. 반응은 좋은 경우도 있었으나, 도대체 엘리트 코스까지 밟을대로 밟은 인재가 고작 만화나 그린다며 비난하는 이도 있었다. 만화를 그릴 땐 대부분의 시간을 자료 수집과 정리에 보냈다.
1981년부터 1984년까지 서독 뮌스터 응용학문대학교 대학원 상업디자인학과를 거쳐 동 대학원 서양미술사철학과에서 디플롬 디자이너(Dipl. Designer) 학위(1983)와 철학 석사 학위 등을 취득하였다.
1984년 2월, 덕성여자대학교에 강사 직으로 첫 부임하였다.

### 유학 이후
1998년부터 2000년까지 한국만화·애니메이션 학회장, 1999년부터 2001년까지 미국 캘리포니아 어바인 대학 객원 교수를 하였다.
덕성여대에서는 2009년부터 2012년까지 예술대학장을 지내다가 2012년 덕성여대 석좌교수, 2015년 2월 12일 10대 덕성여대 총장이 되었다.

## 성격
여유로운 성격이며 혼자서 그림 그리는 것을 좋아한다. 자신이 하기 싫은 일은 잘 하지 않는 스타일이라고 한다.

## 학력
- 서울 동대문초등학교 졸업
- 서울 경기중학교 졸업
- 서울 경기고등학교 졸업
- 서울대학교 건축학과 중퇴
- 뮌스터 응용학문대학교 디자인학과 학사
- 뮌스터 응용학문대학교 대학원 디자인학과 미술학 석사
- 뮌스터 응용학문대학교 대학원 서양미술사학과 인문과학 석사
- 뮌스터 응용학문대학교 대학원 철학과 철학 석사

## 작품

### 만화
- 《시관이와 병호의 모험》

유학 시절 《새소년》에 연재했던 만화. 클로버문고에서 단행본으로 출간되었다.
- 《먼나라 이웃나라》 시리즈

1-6권, 네덜란드, 프랑스, 독일, 영국, 스위스, 이탈리아 1987, 개정판 1998, 일본편 1999, 한국편 2002, 2차 개정판 2004, 미국편 2004, 중국편 2010, 3차 개정판 2013, 에스파냐편 2013.
- 《현대문명진단》 단행본 (1994, 1998)

조선일보의 시사 주간지 《주간조선》에 연재했던 시사 만화를 조선일보에서 단행본으로 출판한 것이다.
- 《자본주의 공산주의》 (1990)

경제학자 송병락의 단행본 '내 마음속의 경제학'을 만화로 그린 것이다. 자본주의와 공산주의 비교 관련 등의 내용들을 담고 있다.
- 《세계의 만화 만화의 세계》 (1991)
- 《한국 한국인 한국경제》 (1993)
- 《국제화 시대의 세계경제》 (1994)
- 《세계로 가는 우리 경영》 (1995)
- 《사랑의 학교》 (1995)
- 《펜끝으로 여는 세상》 (1996)
- 《뉴스 뒤집어 보기》 (1996)
- 《만화로 떠나는 21세기 미래 여행》 (1997)
- 《신의 나라 인간 나라》 (2003)

종교, 철학, 신화의 역사와 특징을 다룬 이원복의 학습 만화이다.
첫 작품인 종교편은 주요 종교(기독교, 이슬람, 유대교, 불교, 유교, 힌두교)들의 역사와 특징을 다루었다. 철학편은 마르크스주의, 스피노자의 철학 등 서양철학의 발전과 역사를 다루었으며, 신화편은 동양과 서양의 신화들을 설명하고 있다. 3권 모두 (주)두산동아에서 출판했다.
- 《가로세로 세계사》(2006) 총 4권
- 《세금폭탄》- 월간조선 2007년 1월호 별책부록
- 《이원복 교수의 와인의 세계, 세계의 와인》
  - 1편 ‘와인의 세계’
  - 2편 ‘세계의 와인’

이 시리즈 및 신의 나라 인간의 나라, 가로세로 세계사 등에서 안티기독교 및 반유대주의적 정서를 강렬하게 드러내었다.
- 《이원복의 세계사산책》

중앙일보에 매주 월요일 연재한 만화이다.
62화 '고액권'에서 10만원권에 들어갈 위인으로 김구가 채택되는 것을 비판하는 내용을 실었다.
64화 '역사의 상처'에서 일제 침략의 역사적 상처를 더 이상 건드리지 말자는 내용을 실었다.

### 만화 스타일
학습 만화를 주로 그리고 있으며, 삽화가로도 활동한다. 그의 《먼나라 이웃나라》 시리즈는 2010년 기준 대한민국에서 누적 1500여만 부가 팔렸다.
만화 내용 중 일부가 보수 편향적이라는 비판이 있다.

### 그 외
그의 작품은 대부분 장편만화 ('먼나라 이웃나라' 이후는 논픽션) 형식에 해당하며, 사회 풍자적인 내용을 담고 있다.
- 《이원복 교수의 진짜 유럽 이야기》 (1998)

C.하흐트켐퍼 자료협조. '이원복 교수의 진짜 유럽 이야기'는 영국 라베트사의 「제노포브스 가이드」(Xenophobe's Guide:외국인을 싫어하는 사람을 위한 외국여행 가이드) 시리즈와 표절시비가 있다.
- 《세상만사 유럽만사》 (2000)

먼나라 이웃나라 유럽편 완결판이라고 소개하고 있다. '진짜 유럽 이야기'에서 내용을 보충하였다. 2000년에 (주)두산동아에서 출판하였다가 2010년부터 김영사에서 재출간하였다.
- 《나란나란 세계사 도란도란 한국사》 (2000)

이원복 책임제작. 그림떼 글·그림, 이원복 감수. 이원복 교수의 제자들(그림떼)이 제작한 작품.
- 《드라큘라 위딘》 (2007~2022) 드라큘라 위딘 완결판이라고 소개하고 있다. 2007년에 (주)대유출판사에서 출판하였다가 2022년부터 대일사에서 재출간하였다.